# Gampong Cot (Jangka Buya)
Gampong Cot is een bestuurslaag in het regentschap Pidie Jaya van de provincie Atjeh, Indonesië. Gampong Cot telt 506 inwoners (volkstelling 2010).